# 1780-ті

## Події
- Війна за незалежність США (1775—1783)
- 1783 — запровадження кріпацтва в Лівобережній Україні
- 1787 — почалась Російсько-турецька війна (1787—1792)
- 1789 — початок президентства у США Джорджа Вашингтона
- 1789 — заснований Джорджтаунський університет

## Народились
- 1782 — італійський скрипаль Нікколо Паганіні